# Rieder (Marktoberdorf)
Rieder ist ein Gemeindeteil der Stadt Marktoberdorf und eine Gemarkung im Landkreis Ostallgäu im bayerischen Regierungsbezirk Schwaben.
Das Kirchdorf liegt knapp vier Kilometer südöstlich des Hauptortes Marktoberdorf an der Bundesstraße 16. Nordöstlich des Ortes fließt die Geltnach, westlich verläuft Staatsstraße 2008.
Auf der Gemarkung liegen die Orte Heiland, Osterried, Rieder und Weißen.

## Geschichte
Bis zum Jahresende 1971 gab es die Gemeinde Rieder im Landkreis Marktoberdorf, die aus den vier Orten Rieder, Heiland, Osterried und Weißen bestand und (1961) eine Fläche von 971,39 Hektar hatte. Sie wurde am 1. Januar 1972 in die Stadt Marktoberdorf eingegliedert.

## Bauwerke

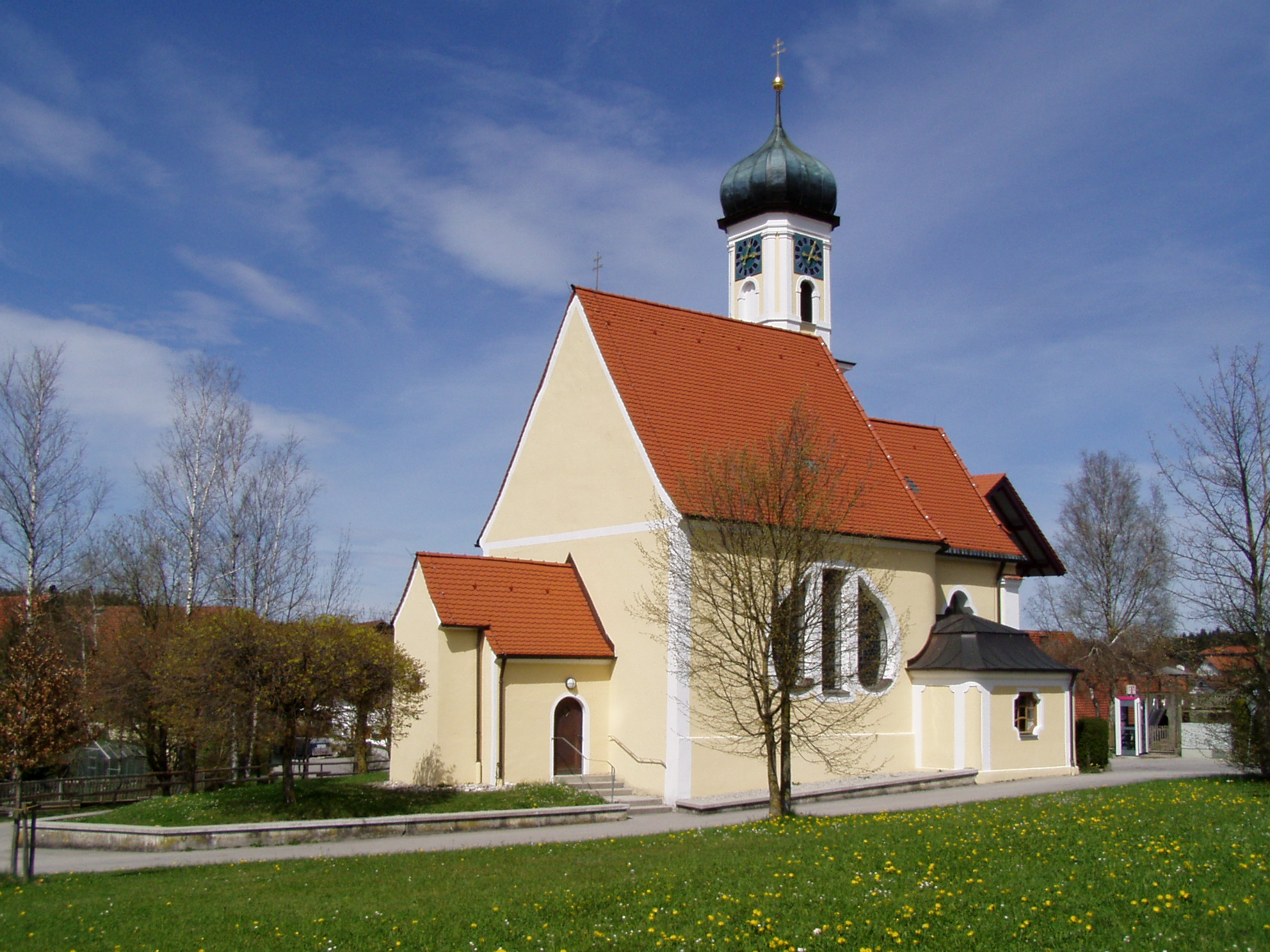
Filialkirche St. Joseph (2003)

In der Liste der Baudenkmäler in Marktoberdorf ist für Rieder ein Baudenkmal aufgeführt:
- Die barocke katholische Filialkirche St. Joseph ist ein Saalbau mit Satteldach, geschwungenen, dreigeteilten Fenstern und quadratischem Nordturm mit Zwiebelhaube. Sie wurde 1763 erbaut unter Einbeziehen einer abgebrochenen Kapelle des späten 17. Jahrhunderts als Chor.